# Ludvík Ivan
Ludvík Ivan (18. ledna 1937 Mrákov – 17. února 2019 Košice), chybně uváděný jako Ladislav Ivan, byl český fotbalový útočník.

## Hráčská kariéra
Narodil se v Mrákově u Domažlic, po druhé světové válce se však s rodiči přestěhoval do Košic, kde také začal hrát fotbal. V roce 1954 se stal s mužstvem OUPZ č. 2 Košice dorosteneckým mistrem Československa (jedním z jeho spoluhráčů byl i Andrej Kvašňák). Během základní vojenské služby hrál za Duklu Pardubice. Na konci 50. let působil v Dynamu RPZ Plzeň v oblastní soutěži.
V československé lize hrál za Spartak LZ Plzeň (dobový název Viktorie) v 7 zápasech (20.08.1961–02.05.1962), v nichž dal jeden gól (17. září 1961 v Plzni Tatranu Prešov). Za Spartak Plzeň nastupoval také ve druhé lize.
V roce 1962 se vrátil do Košic a stal se hráčem Lokomotívy Košice. Poté, co s Lokomotívou Košice postoupil do nejvyšší soutěže (1964/65), uzavřel hráčskou kariéru.

### Prvoligová bilance
| Ročník             | Zápasy | Góly | Minuty | Klub                |
| ------------------ | ------ | ---- | ------ | ------------------- |
| I. liga 1961/62    | 7      | 1    | 593    | TJ Spartak LZ Plzeň |
| CELKEM I. ČS. LIGA | 7      | 1    | 593    |                     |